# Marian Kaleta
Marian Kaleta (ur. 9 grudnia 1945 w Krakowie) – polski działacz emigracyjny, organizator pomocy dla opozycji antykomunistycznej w Polsce w latach 70. i 80.

## Życiorys
Wyemigrował z Polski w 1969 r., mieszkał początkowo we Włoszech, od 1970 w Szwecji, w Malmö. Pod koniec lat 70. zaangażował się w pomoc środowiskom opozycyjnym w Polsce. Współpracował m.in. z Andrzejem Koraszewskim, Józefem Lebenbaumem, Jakubem Święcickim, a także środowiskiem paryskiej Kultury i Rządem RP na uchodźstwie. Organizował przerzut maszyn drukarskich, wydawnictw emigracyjnych, od 1980 r. uczestniczył w organizowaniu pomocy charytatywnej. W 1981 został przedstawicielem Niezależnej Oficyny Wydawniczej NOWA. Po ogłoszeniu stanu wojennego należał do organizatorów Komitetu Poparcia Solidarności. W kolejnych latach organizował transporty z urządzeniami poligraficznymi dla różnych środowisk opozycyjnych w Polsce, m.in. współpracował z Grupami Oporu „Solidarni” RKW Mazowsze NSZZ „Solidarność” oraz Solidarnością Walczącą.
W 1983, w porozumieniu z Biurem Koordynacyjnym NSZZ „S” w Brukseli, utworzył razem z Mirosławem Chojeckim i Svenem Järnem przedsiębiorstwo transportowe MSM Transporter Aktiebolag, które stanowiło przykrywkę dla nielegalnego przemytu maszyn i akcesoriów drukarskich. Działalność tę prowadził do wpadki jednego z transportów w 1986 r. W kolejnych latach był współpracownikiem Biura Koordynacyjnego NSZZ „S” w Brukseli.
W 2007 r. został odznaczony Krzyżem Komandorskim Orderu Odrodzenia Polski (M.P. z 2008, nr 3, poz. 30).
W 2015 r. opublikował wspomnienia Emigrancka Spółka „Szmugiel” (wyd. IPN).